# Sahara Hotnights
Sahara Hotnights är en svensk rockgrupp från Robertsfors som bildades 1992. Bandet består av sångerskan och gitarristen Maria Andersson, gitarristen Jennie Asplund, basisten Johanna Asplund och trumslagaren Josephine Forsman. Sedan starten har de släppt sex studioalbum och en EP. Debutalbumet C'mon Let's Pretend utgavs 1999. Med Jennie Bomb (2001) och What If Leaving Is a Loving Thing (2007) nådde gruppen andraplatsen på Sverigetopplistan, deras högsta position hittills i Sverige. 
Sahara Hotnights spelar rock med influenser av garagerock och punk. Till några av deras mest populära låtar hör singlarna "On Top of Your World", "Cheek to Cheek", "Visit to Vienna", "In Private" och "Japanese Boy".

## Historia

### Bildandet ochSuits Anyone Fine
Ursprungligen en intern fanklubb för Teenage Mutant Ninja Turtles, bildad 1991, började de fyra Robertsfors-vännerna Maria Andersson, Jennie Asplund, Johanna Asplund och Josephine Forsman snart att fokusera helt på musik och hade 1992, vid 11-12 års ålder, blivit Sahara Hotnights. Namnet bestämdes utifrån en rad olika namnförslag och är inspirerat av en häst i ett galopprogram. När medlemmarna var omkring 15 år vann de talangtävlingen Norrans popfest, arrangerad av tidningen Norra Västerbotten och föreningen Musikfabriken i Skellefteå. Som förstapris fick de en demoinspelning, vilken resulterade i EP-skivan Suits Anyone Fine som släpptes i maj 1997. De turnerade runt hela Sverige och spelade bland annat på Hultsfredsfestivalen.

### C'mon Let's Pretend
Kjell Nästén, som hade hjälpt gruppen med deras debut-EP, kom även att producera deras första fullängdsalbum. I samband med detta skrev gruppen på kontrakt med BMG/RCA Records, som i oktober 1999 släppte albumet C'mon Let's Pretend. Albumet blev framgångsrikt i Sverige där det sålde guld och nådde 15:e plats på Sverigetopplistan. Fyra singlar släpptes från albumet; "Oh Darling!", "Quite a Feeling", "Push on Some More" och "Drive Dead Slow". Vid Grammisgalan 2000 fick bandet två nomineringar, Pop/Rock grupp och Årets nykomling.

### Jennie Bomb
Inför Sahara Hotnights uppföljaralbum samarbetade de med Chips Kiesbye, känd från punkbandet Sator. Inspelningen ägde rum dels vid Rommarö Studio i Vagnhärad, dels vid Music-a-matic i Göteborg. Albumet Jennie Bomb gavs ut i maj 2001 och befäste deras status som rockband och hjälpte dem ut på världsturné. Det tog sig upp till andra plats på Sverigetopplistan medan låten "On Top of Your World" blev gruppens första listnoterade singel med topplaceringen 28. 2002 fick gruppen två nya Grammisnomineringar, den här gången i kategorierna Årets artist och Årets hårdrock.

### Kiss & Tell

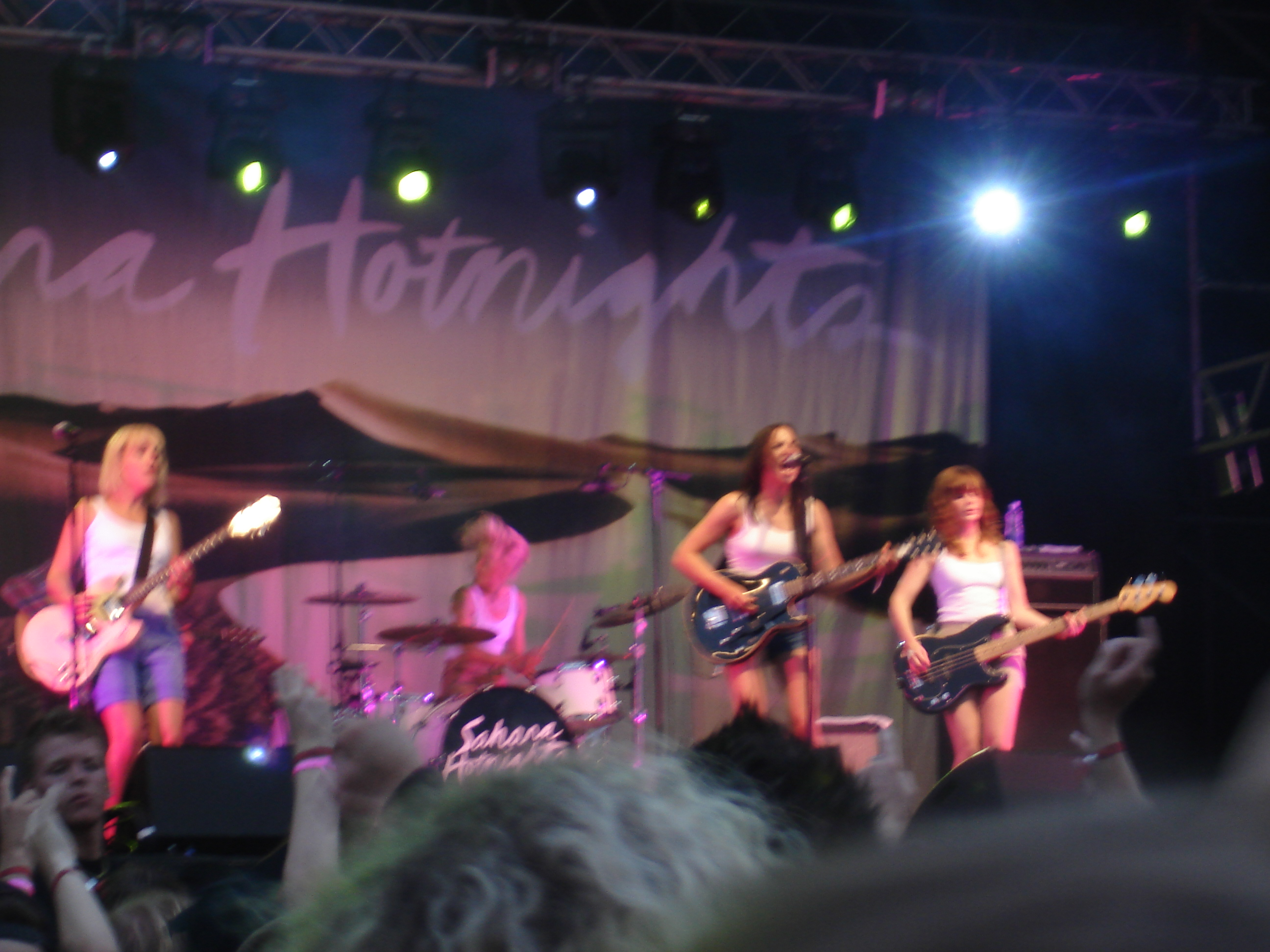
Sahara Hotnights på Peace & Love 2007.

Två år senare, 2004, släppte Sahara Hotnights sitt tredje album, Kiss & Tell. Producenter var Pelle Gunnerfeldt och Johan Gustavsson, som höll till vid Gunnerfeldts Studio Gröndahl i Stockholm. Albumet blev en stor hit i Sverige och USA. "Hot Night Crash" fick uppmärksamhet genom TV-spelen Burnout 3: Takedown och Tony Hawk's Downhill Jam.

### What If Leaving Is a Loving Thing
Det fjärde albumet, What If Leaving Is a Loving Thing, tog gruppen närmare indierockkulturen. Medlemmarna inledde ett samarbete med indieproducenten Björn Yttling och hade nyligen startat upp ett eget skivbolag vid namn Stand By Your Band, varpå de släppte sitt nya album den 18 april 2007. Första singeln "Cheek to Cheek" gick in som etta på Trackslistan den 10 mars och uppnådde 10:e plats på Sverigetopplistan. I augusti kom uppföljarsingeln "Visit to Vienna", som gruppen framförde på Grammisgalan 2008. Året 2007 markerade också 15 år sedan Sahara Hotnights bildande vilket firades med en omfattande turné som varade året ut.

### Sparks

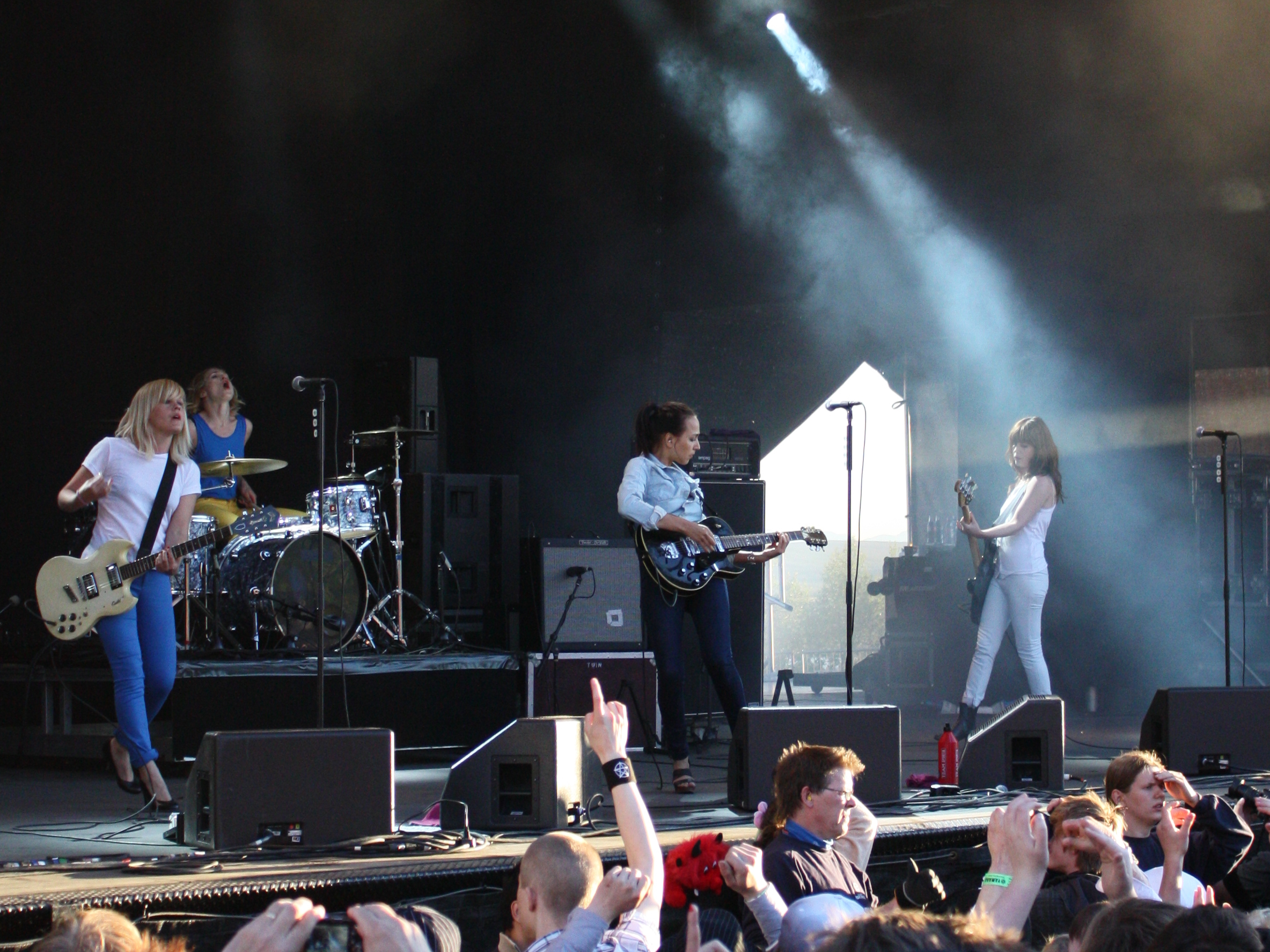
Sahara Hotnights på Kirunafestivalen 2008.

Bandets samarbete med Björn Yttling fortsatte inpå deras femte album, som kom att bli ett coveralbum. Det släpptes den 25 februari 2009 under namnet Sparks och innehöll covers av bland andra Steve Miller Band, Dusty Springfield och Aneka. Som singlar släpptes deras tolkningar av Dusty Springfields "In Private" och Anekas "Japanese Boy", vilka uppnådde plats 7 respektive 51 på Sverigetopplistan.

### Sahara Hotnights
2011 släpptes ett sjätte, självbetitlat album, Sahara Hotnights, producerat av Jari Haapalainen. Det nådde som bäst sjätte plats i Sverige.

### Uppehåll och återkomst
Efter det självbetitlade albumet 2011 tog bandet en paus. Den 29 april 2016 släppte Maria Andersson sitt första soloalbum, Succession.
Den 25 oktober 2021 meddelade Sahara Hotnights att de spelat in ny musik och att en första singel, kallad "Reverie", kommer släppas 14 januari 2022.
På bandets webbplats (landningssidan) kunde 21 januari 2022 läsas att singeln skulle släppas 18 februari. Singeln blev också tillgänglig detta datum. Dessutom meddelades att ett album, "Love in times of low expectations”, kommer att släppas 6 maj samma år.

## Diskografi

### Album
| 1997                                                | Suits Anyone Fine (EP) - Utgivning: Maj 1997 - Skivbolag: Speech                             | –  |                              |
| 1999                                                | C'mon Let's Pretend - Utgivning: 21 oktober 1999 - Skivbolag: BMG/RCA                        | 15 | - Guld(20 000 sålda ex.)     |
| 2001                                                | Jennie Bomb - Utgivning: 24 maj 2001 - Skivbolag: BMG/RCA                                    | 2  | - Guld (20 000 sålda ex.)    |
| 2004                                                | Kiss & Tell - Utgivning: 6 maj 2004 - Skivbolag: BMG/RCA                                     | 4  |                              |
| 2007                                                | What If Leaving Is a Loving Thing - Utgivning: 18 april 2007 - Skivbolag: Stand By Your Band | 2  | - Platina (40 000 sålda ex.) |
| 2009                                                | Sparks - Utgivning: 25 februari 2009 - Skivbolag: Stand By Your Band                         | 5  |                              |
| 2011                                                | Sahara Hotnights - Utgivning: 25 maj 2011 - Skivbolag: Stand By Your Band                    | 6  |                              |
| 2022                                                | Love in Times of Low Expectations - Utgivning: 6 maj 2022 - Skivbolag: Stand By Your Band    |    |                              |
| "—" betecknar ett album som inte gick in på listan. |                                                                                              |    |                              |

### Singlar
| 1998                                                | "Nothing Yet"                          | –  | Inget album                       |
| 1998                                                | "Face Wet"                             | –  | Inget album                       |
| 1998                                                | "Oh Darling"                           | –  | C'mon Let's Pretend               |
| 1999                                                | "Push on Some More"                    | –  | C'mon Let's Pretend               |
| 1999                                                | "Quite a Feeling"                      | –  | C'mon Let's Pretend               |
| 1999                                                | "Drive Dead Slow"                      | –  | C'mon Let's Pretend               |
| 2001                                                | "On Top of Your World"                 | 28 | Jennie Bomb                       |
| 2001                                                | "With or Without Control"              | –  | Jennie Bomb                       |
| 2004                                                | "Hot Night Crash"                      | –  | Kiss & Tell                       |
| 2004                                                | "Who Do You Dance For?"                | –  | Kiss & Tell                       |
| 2007                                                | "Cheek to Cheek"                       | 10 | What If Leaving Is a Loving Thing |
| 2007                                                | "Visit to Vienna"                      | 49 | What If Leaving Is a Loving Thing |
| 2007                                                | "The Loneliest City of All"            | –  | What If Leaving Is a Loving Thing |
| 2008                                                | "In Private" (Dusty Springfield-cover) | 7  | Sparks                            |
| 2009                                                | "Japanese Boy" (Aneka-cover)           | 51 | Sparks                            |
| 2011                                                | "Oh's"                                 | –  | Sahara Hotnights                  |
| 2011                                                | "Vulture Feet"                         | –  | Sahara Hotnights                  |
| 2022                                                | "Reverie"                              | –  | Inget album                       |
| "—" betecknar en singel som inte gick in på listan. |                                        |    |                                   |

### Musikvideor
| År   | Titel                                                 | Regissör         |
| ---- | ----------------------------------------------------- | ---------------- |
| 1999 | "Quite a Feeling"                                     | Sebastian Reed   |
| 1999 | "Drive Dead Slow"                                     |                  |
| 2001 | "With or Without Control"                             |                  |
| 2001 | "On Top of Your World"                                |                  |
| 2001 | "Alright Alright (Here's My Fist Where's the Fight?)" |                  |
| 2004 | "Hot Night Crash"                                     | Jeff Gordon      |
| 2004 | "Who Do You Dance For?"                               | Martin Renck     |
| 2004 | "Keep Callin My Baby"                                 |                  |
| 2007 | "Cheek to Cheek"                                      | Marcus Engstrand |
| 2007 | "Visit to Vienna"                                     | Magnus Renfors   |
| 2008 | "In Private"                                          | Marcus Söderlund |
| 2011 | "Vulture Feet"                                        | Johan Tholson    |